# アンソニー・ガードナー
アンソニー・デレク・ガードナー（Anthony Derek Gardner, 1980年9月19日 - ）は、イングランド・スタッフォードシャー・ストーン出身の元サッカー選手。ポジションはディフェンダー(CB)。

## 経歴
当時チャンピオンシップのポート・ヴェイルFCでプロとしてのキャリアをスタートさせると、2000年にプレミアリーグのトッテナム・ホットスパーFCに加入した。スパーズではレドリー・キングやゴラン・ブニェヴチェヴィッチらとポジションを争い、2003-04シーズンはリーグ戦33試合に出場し定位置を掴んだ。その後はマイケル・ドーソンやヌールッディーン・ナイベトらの加入もありスタメンとして出場することは難しくなったが、およそ8年間に渡りスパーズでキャリアを過ごした。
2007-08シーズンにレンタルで加入したエヴァートンFCでは出場機会が得られなかったが、2008年からプレーしたハル・シティAFCでは2009-10シーズンに再びスタメンの座を掴み24試合に出場したがチームは降格した。
ハルが降格した以降は当時チャンピオンシップのクリスタル・パレスFCでプレーし、2014年にシェフィールド・ウェンズデイFCで現役を引退した。

## 代表歴
2003-04シーズンの活躍を受けて2004年3月にイングランド代表に初選出された。3月31日に行われたスウェーデン代表戦でジョナサン・ウッドゲートに代わり初出場を果たした。この試合が唯一のフル代表キャップであった。